# Felix Brych
Felix Brych (født 3. august 1975) er en tysk tidligere fodbolddommer fra München. Han har siden 2007 dømt internationalt under det internationale fodboldforbund FIFA, hvor han er placeret i den europæiske dommergruppe som Elite Category-dommer. Han stoppede i 2025, hvor hans sidste kamp blev Union Berlin mod Augsburg.[kilde mangler]
Han dømte UEFA Europa League finalen 2014.
Brych begyndte som dommer i Bundesligaen i 2004 og blev FIFA-dommer i 2007 og har dømt en lange række kampe i Champions League og Europa League, herunder første kamp i semifinalen ved Champions League 2011–12 mellem Chelsea og Barcelona. Den 14. maj 2014 var han dommer i finalen Europa League 2013-14 mellem Sevilla og Benfica, og den 3. juni 2017 var Brych dommer ved finalen ved Champions League 2016-17 i Cardiff mellem Juventus og Real Madrid.
Brych har endvidere dømt landskampe og har været dommer ved VM-slutrunderne i 2014 og 2018.
Brych var tillige dommer i Champions League-opgøret den 19. september 2018 mellem Juventus og Valencia CF, hvor Brych udelte et kontroversielt rødt kort til spilleren Christiano Ronaldo.
Ved siden af den aktive dommerkarriere har Brych en ph.d.-grad i jura.

## Kampe med danske hold
- Den 25. august 2010: Kvalifikation til Champions League: FC København – Rosenborg 1-0.
- Den 14. oktober 2014: Kvalifikation til Europamesterskabet: Danmark - Portugal 0-1.